# La Penne
La Penne (okzitanisch La Pena, italienisch La Penna) ist eine französische Gemeinde mit 256 Einwohnern (Stand 1. Januar 2022) im Département Alpes-Maritimes in der Region Provence-Alpes-Côte d’Azur. Sie gehört zum Arrondissement Nizza und zum Kanton Vence. Die Bewohner nennen sich Pennois.

## Geographie
La Penne liegt in den französischen Seealpen, im Regionalen Naturpark Préalpes d’Azur. Die angrenzenden Gemeinden sind Puget-Théniers im Norden, Touët-sur-Var im Nordosten Ascros im Osten, Saint-Antonin im Südosten, Cuébris im Süden, Saint-Pierre und La Rochette im Westen sowie Entrevaux (Berührungspunkt) im Nordwesten.

## Bevölkerungsentwicklung
| Jahr      | 1962 | 1968 | 1975 | 1982 | 1990 | 1999 | 2008 | 2014 |
| --------- | ---- | ---- | ---- | ---- | ---- | ---- | ---- | ---- |
| Einwohner | 131  | 124  | 116  | 120  | 145  | 164  | 302  | 298  |

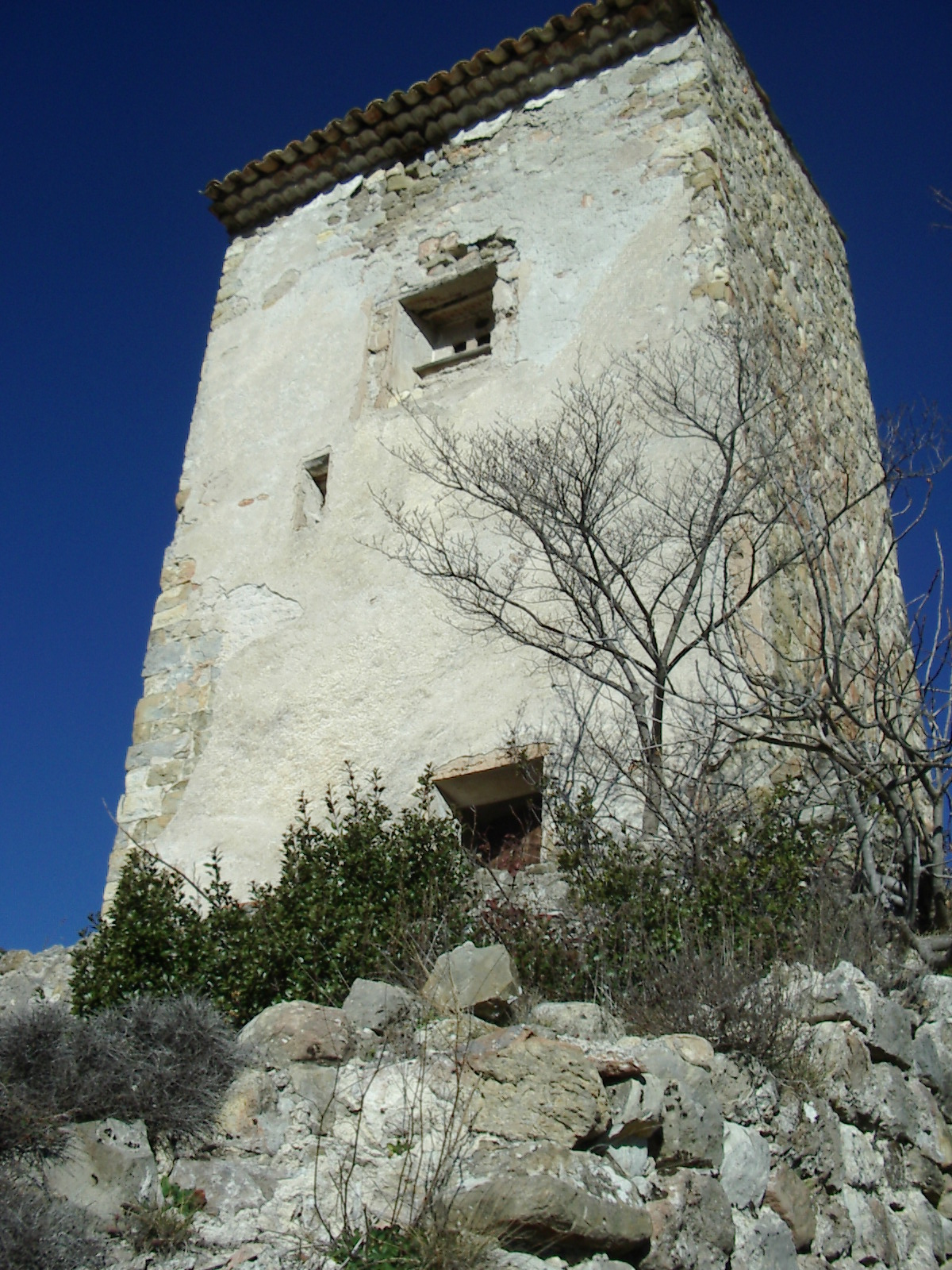
Taubenturm
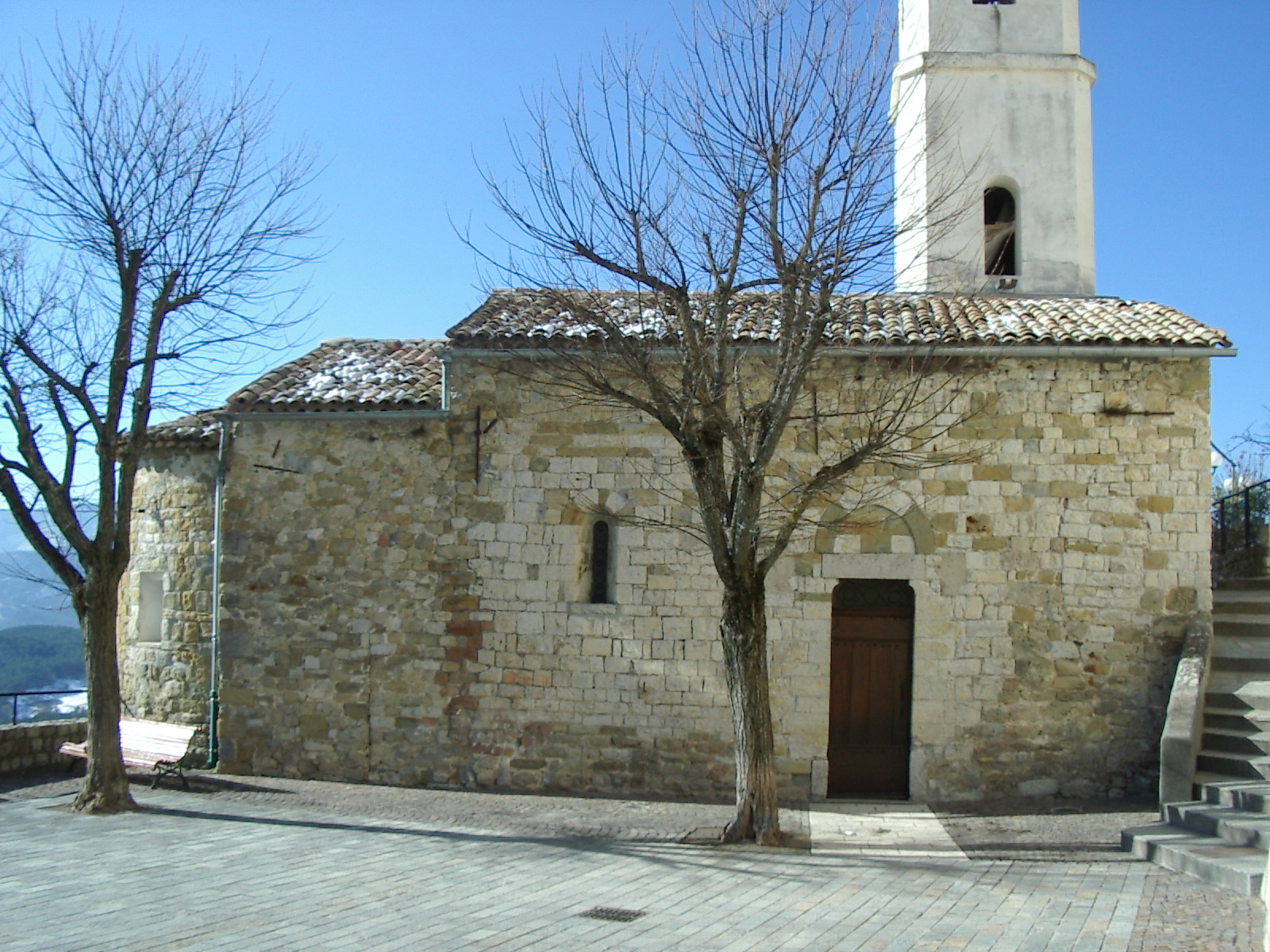
Kirche Saint-Pierre